# Port lotniczy Hatay
Port lotniczy Hatay (IATA: HTY, ICAO: LTDA) – port lotniczy położony w Antiochii, w prowincji Hatay, w Turcji.

## Linie lotnicze i połączenia
| Linia Lotnicza   | Kierunek                                     |
| ---------------- | -------------------------------------------- |
| AnadoluJet       | 1. Ankara 2. Stambuł-Sabiha Gökçen           |
| Flynas           | 1. Dżudda 2. Rijad                           |
| Pegasus Airlines | 1. Antalya 2. Stambuł-Sabiha Gökçen 3. Izmir |
| SunExpress       | 1. Izmir Sezonowo: 1. Antalya                |
| Turkish Airlines | 1. Stambuł Sezonowo: 1. Frankfurt            |